# Alectroenas sganzini
Il piccione blu delle Comore o colomba azzurra delle Comore  (Alectroenas sganzini  (Bonaparte, 1854)) è un uccello della famiglia dei Columbidi, diffuso nelle isole Comore, Mayotte e Seychelles.
I suoi habitat naturali sono le foreste subtropicali o tropicali umide di pianura, le  foreste di mangrovie subtropicali o tropicali e le  foreste montane umide subtropicali o tropicali.